# Alois Partl

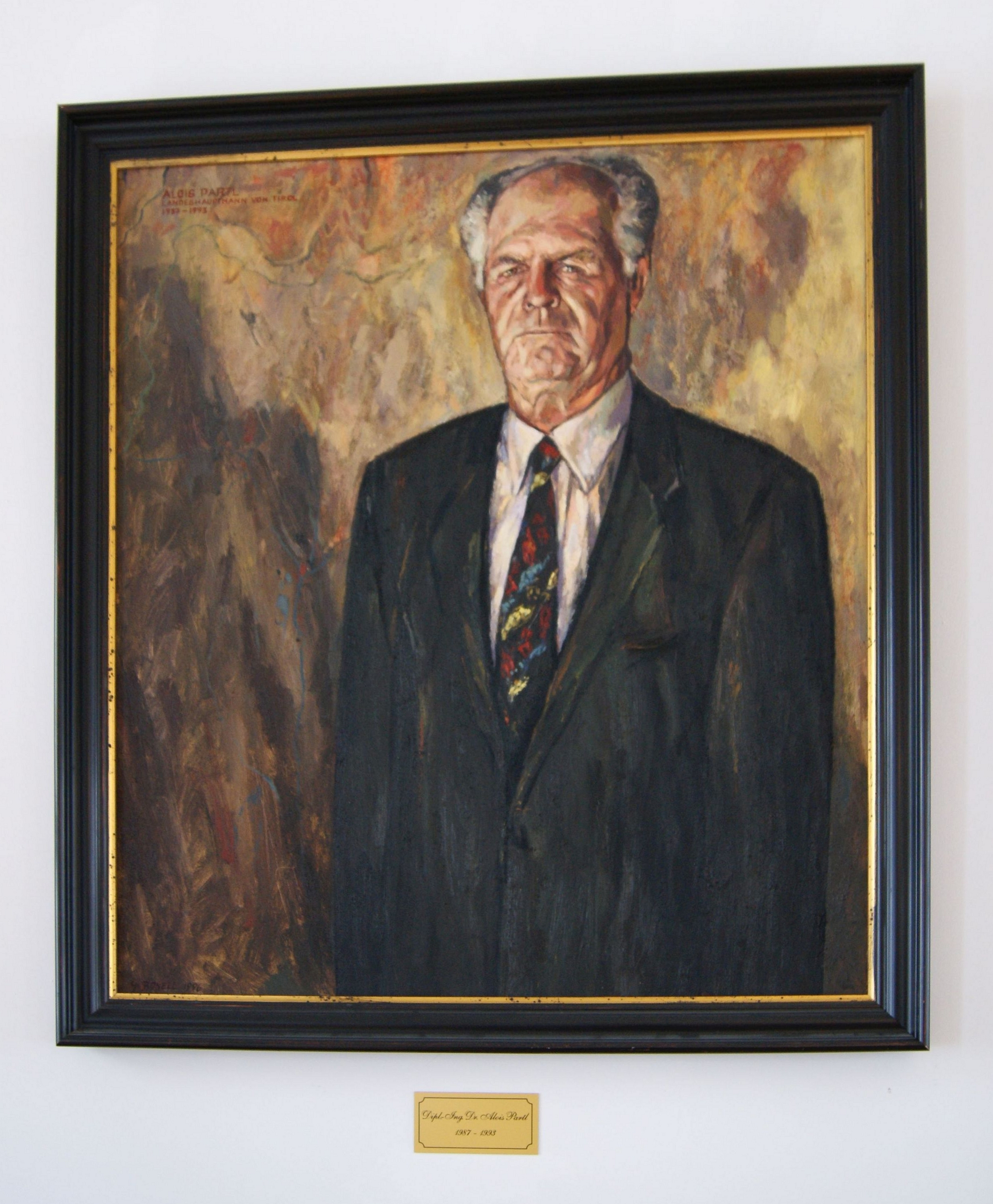
Alois Partl – Bild im Rokokosaal des Alten Landhauses in Innsbruck.

Alois Partl (* 13. Jänner 1929 in Afling bei Kematen in Tirol) ist ein ehemaliger österreichischer Politiker. Er war Tiroler Landeshauptmann und Landesparteiobmann der Tiroler Volkspartei.

## Leben
Partl arbeitete bis zu seinem 19. Lebensjahr auf dem elterlichen Hof und besuchte acht Jahre die Volksschule in Kematen, dann die Landwirtschaftliche Fachschule Rotholz und die damals in Seefeld untergebrachte Höhere Bundeslehranstalt für alpenländische Landwirtschaft, wo er 1951 die Reifeprüfung ablegte. Danach studierte Partl an der Hochschule für Bodenkultur, Abteilung Landwirtschaft, und schloss sein Studium 1955 mit der Graduierung zum Diplomingenieur ab und promovierte 1956 zum Doktor der Bodenkultur. Partl ist seit 1954 bei der ÖCV-Verbindung K.Ö.H.V. Amelungia Wien korporiert sowie ferner Ehrenmitglied bei zwei weiteren ÖCV-Verbindungen (KÖHV Leopoldina Innsbruck (seit 1976) und AV Austria Innsbruck (seit 1989)) und vier MKV-Verbindungen.
Während der Ausbildung und unmittelbar danach absolvierte Alois Partl zwei Jahre Praxis und Studienaufenthalte in der Schweiz, in Deutschland, Schweden und den USA. 1957 trat er als Referent für Fragen der Wirtschafts- und Handelspolitik in den Dienst der Präsidentenkonferenz der Landwirtschaftskammern Österreichs in Wien und widmete sich acht Jahre den Interessen der österreichischen Landwirtschaft im Rahmen der internationalen wirtschaftlichen Zusammenarbeit.
Im Jahre 1965 kehrte Partl nach Tirol zurück, wo er die Funktion des Kammeramtsdirektor-Stellvertreters übernahm und ein Jahr später zum Kammeramtsdirektor der Landwirtschaftskammer für Tirol befördert wurde. Ab 1970 war Partl auch Obmann der Raiffeisenzentralkasse. 1970 holte Landeshauptmann Eduard Wallnöfer Partl in die Tiroler Landesregierung, wo er ab 3. November das Gemeinderessort führte. Diesem waren zudem die Bereiche der Land- und Forstwirtschaft sowie der Umweltschutz zugeordnet.
In seiner 16-jährigen Tätigkeit führte Partl im Jahre 1974 den Landschaftsdienst ein, der unter anderem Radwege, Wanderwegenetze, Forstmeilen und Waldlehrpfade schuf. Zudem oblagen Partl die Reinhaltung des Wassers, die Bezirkskrankenhäuser sowie der Schutz der Wälder und des Bodens. 1977 wurde Partl zum Bezirksobmann der ÖVP Innsbruck-Land gewählt. 1982 wurde er stellvertretender VP-Landesobmann. Nach der Wahl zum VP-Landesobmann 1987 übernahm er im selben Jahr von Wallnöfer auch das Amt des Landeshauptmannes, das er bis 1993 innehatte.
Partl ist seit 1959 verheiratet und Vater zweier Söhne (* 1960 und 1962) und einer Tochter (* 1964). Er lebt in Lans. 2010 bewirkte Partl eine große Medienaufmerksamkeit, weil er im Zuge eines Unfalls annahm, er sei sechs Stunden von zahlreichen Passanten in einer Garagenanlage übersehen und liegengelassen worden. Die Staatsanwaltschaft Innsbruck ermittelte wegen unterlassener Hilfeleistung, das Verfahrung wurde aufgrund von Widersprüchlichkeiten eingestellt.
Anlässlich seines 90. Geburtstages lud am 11. Jänner 2019 die Tiroler Landesregierung zu einem landesüblichen Empfang in seiner Heimatgemeinde Lans ein. Zu den Feierlichkeiten geladen hatte Landeshauptmann Günther Platter, der Alois Partl im Namen der Tiroler Landesregierung herzlich gratulierte und sich für dessen Einsatz für das Land Tirol bedankte: „Vor allem die Verdienste von Alois Partl um die Europaregion, die Modernisierung der Landwirtschaft und für die Ökologisierung unseres Landes können nicht hoch genug eingeschätzt werden. Zudem hat Alois Partl in seiner Amtszeit besonderen Wert darauf gelegt, das Zusammenleben der Menschen in unserem Land zu fördern, die Tiroler Familien zu unterstützen und den Zusammenhalt zu stärken. Dafür, was Alois Partl für das Land Tirol geleistet hat, gebührt ihm unser aufrichtiger Dank.“
Feierlich umrahmt von der Musikkapelle Lans schritten Landeshauptmann Platter und Altlandeshauptmann Partl gemeinsam die Formation der Schützenkompanie Lans sowie der Abordnungen der Traditionsverbände ab. Anschließend würdigten Landeshauptmann Platter und ehemalige Wegbegleiter den Altlandeshauptmann und sein Wirken für Tirol.

## Auszeichnungen
- Ehrenzeichen des Landes Tirol (1977)
- Ring des Landes Tirol (1993)
- Großes Goldenes Ehrenzeichen für Verdienste um die Republik Österreich (1985)
- Großes Silbernes Ehrenzeichen am Bande für Verdienste um die Republik Österreich 1991
- Ehrensenator der Universität Innsbruck (1993)
- Großer Verdienstorden des Landes Südtirol (2010)
- Ehrenbürger von 20 Tiroler Gemeinden.